# Paul Grenier (général)
Pour les articles homonymes, voir Paul Grenier et Grenier (homonymie).
Paul Grenier, né le 29 janvier 1768 à Sarrelouis et mort le 18 avril 1827 dans l'actuelle commune de Dammartin-Marpain, est un général de la Révolution française et de l’Empire. 
Entré dans l'armée en 1784, il s'élève rapidement dans la hiérarchie militaire pendant les guerres de la Révolution française et est promu général de division en 1794. Il mène une division lors de la campagne de 1796 à 1797 en Allemagne et sert trois ans plus tard en Bavière. 
Au cours des guerres napoléoniennes, Napoléon confie à Grenier des commandements importants sur le théâtre d'Italie. Tacticien remarquable, le général se signale en 1809 sur le Piave et à Sankt Michael, où il écrase une division autrichienne, et lors de la bataille du Mincio en 1814. 
Membre du gouvernement provisoire lors des Cent-Jours, il se consacre par la suite à la politique. Son nom est inscrit sous l'arc de triomphe de l'Étoile à Paris.

## Biographie

### Carrière sous l'Ancien Régime et les guerres de la Révolution

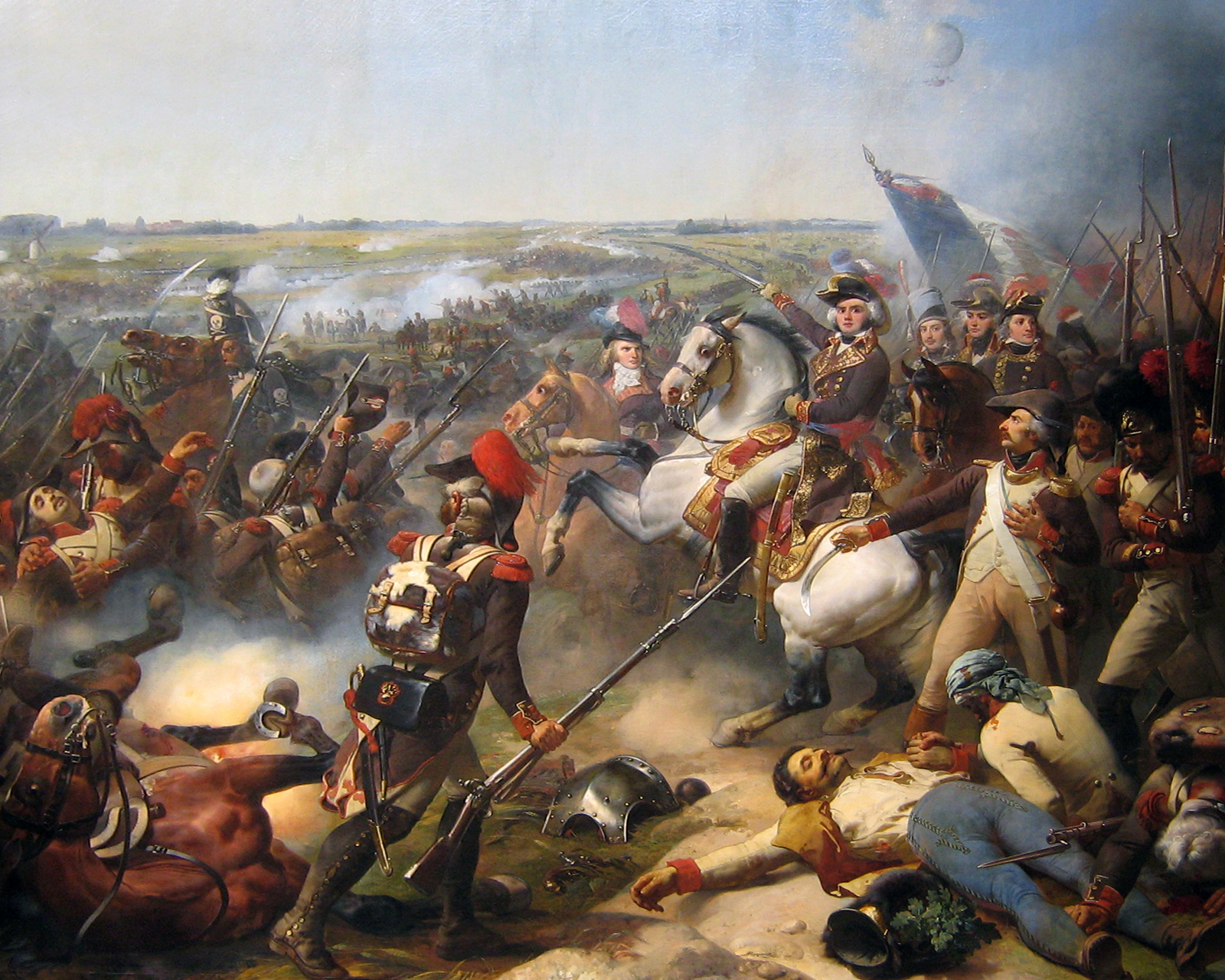
Le général Jourdan à la bataille de Fleurus, 26 juin 1794. Peinture de Jean-Baptiste Mauzaisse, château de Versailles.

Paul Grenier naît le 29 janvier 1768 à Sarrelouis, dans la Sarre. Son père est huissier au bailliage de la ville. Le 21 décembre 1784, il entre comme simple soldat dans le régiment de Nassau. Il poursuit sa carrière dans l'armée pendant la Révolution française et combat à la bataille de Valmy à l'issue de laquelle il est nommé capitaine. Il se distingue ensuite à Jemappes le 6 novembre 1792, ce qui lui vaut d'être promu adjudant-général. Son avancement est rapide, et le 29 avril 1794, il est nommé général de brigade. Grenier passe ensuite dans la division du général Championnet et participe avec lui à la bataille de Fleurus ; sa brigade comprend alors la 18e demi-brigade et le 1er régiment de dragons.
En récompense de ses services, le Directoire l'élève au rang de général de division au mois d'octobre. En 1795, l'armée française franchit le Rhin au début de septembre pour attaquer les Autrichiens, et Grenier supervise la traversée du fleuve par l'avant-garde. La division Grenier prend également part aux opérations militaires de 1796, en particulier à Wurtzbourg le 3 septembre. Elle se compose à cette époque de trois bataillons de la 20e légère et des 16e, 23e et 67e demi-brigades de ligne pour l'infanterie, des 1er et 2e dragons et du 6e chasseurs à cheval pour la cavalerie et enfin de deux compagnies d'artillerie, l'une à pied et l'autre à cheval. Ces troupes sont engagées le 18 avril 1797 au cours de la bataille de Neuwied, à la suite de laquelle le général Grenier est félicité pour la qualité de son commandement.
En 1799, Grenier est envoyé à l'armée d'Italie dans le cadre des guerres de la Deuxième Coalition. Sa division prend une part active aux batailles de Vérone, Magnano et Cassano. Les troupes sous les ordres de Grenier comprennent trois bataillons des 17e, 24e et 106e demi-brigades de ligne, un bataillon de la 1re légion polonaise et de la 2e légion suisse, 450 cavaliers et une compagnie d'artillerie à pied. Quelque temps plus tard, il est affecté à l'armée des Alpes commandée par Championnet. Le 16 septembre 1799, la division Grenier, forte de 8 000 hommes, bat les 5 000 soldats autrichiens du général von Gottesheim à Fossano, qui perd 300 hommes et 700 prisonniers contre environ 200 tués ou blessés dans les rangs français. Un mois après, le 31 octobre, Grenier se heurte avec 7 000 hommes aux forces du général Melas à Centallo, mais cette fois-ci il est défait et doit battre en retraite après avoir laissé un millier de soldats et quatre canons sur le champ de bataille.
En 1800 il passe à l'armée d'Allemagne et sert à la bataille d'Höchstädt les 18 et 19 juin. La trêve estivale entre Français et Autrichiens ayant pris fin en novembre, Moreau place Grenier à la tête des trois divisions de son aile gauche. Le 1er décembre, alors qu'il est aux commandes de l'arrière-garde, le général est attaqué à Ampfing par l'archiduc Jean. L'affrontement dure plusieurs heures et coûte 3 000 hommes aux Autrichiens, mais en infériorité numérique, Grenier ordonne la retraite. L'historien James Arnold remarque que « Grenier possédait une connaissance incomparable des évolutions tactiques les plus complexes ». Deux jours plus tard, il supervise le commandement des divisions Ney, Bastoul et Legrand à la bataille de Hohenlinden, qui se termine par une victoire décisive de Moreau. Cette défaite et les succès de Napoléon en Italie contraignent les Autrichiens à signer le traité de Lunéville le 9 février 1801. Le général Grenier est fait, à cette date, inspecteur général de l'infanterie.

### Général de l'Empire

#### Guerres d'Italie et d'Autriche, 1805-1809
Sous le Premier Empire, le général Grenier devient gouverneur de Mantoue, en Lombardie. Napoléon Ier l'anoblit en le faisant comte de l'Empire.
Au début de la campagne d'Autriche de 1809, Grenier prend le commandement d'une division d'infanterie à l'armée française d'Italie, sous les ordres du vice-roi Eugène de Beauharnais. En face d'eux, les troupes autrichiennes de l'archiduc Jean prennent l'offensive et se confrontent à Eugène lors de la bataille de Sacile, les 15 et 16 avril. La division Grenier, placée au centre du dispositif français, occupe Fontanafredda avec la division Barbou. Les combats sur le flanc droit tournant à l'avantage d'Eugène, celui-ci ordonne à Grenier de gagner Porcia afin de soutenir les Italiens du général Seras en difficulté. Cependant, le 9e corps autrichien se dirige sur le centre et s'en prend aux divisions de Broussier et de Sahuc tandis que la brigade Gajoli assaille le village de Ronche et prend de flanc la division Grenier. Alors que la situation des Français est critique, Grenier ramène rapidement ses troupes sur le centre et fait sa jonction avec Broussier et Sahuc, privant toutefois de son soutien le flanc droit qui recule. Porcia et Palse tombent aux mains des Autrichiens, ce qui contraint Eugène à battre en retraite.

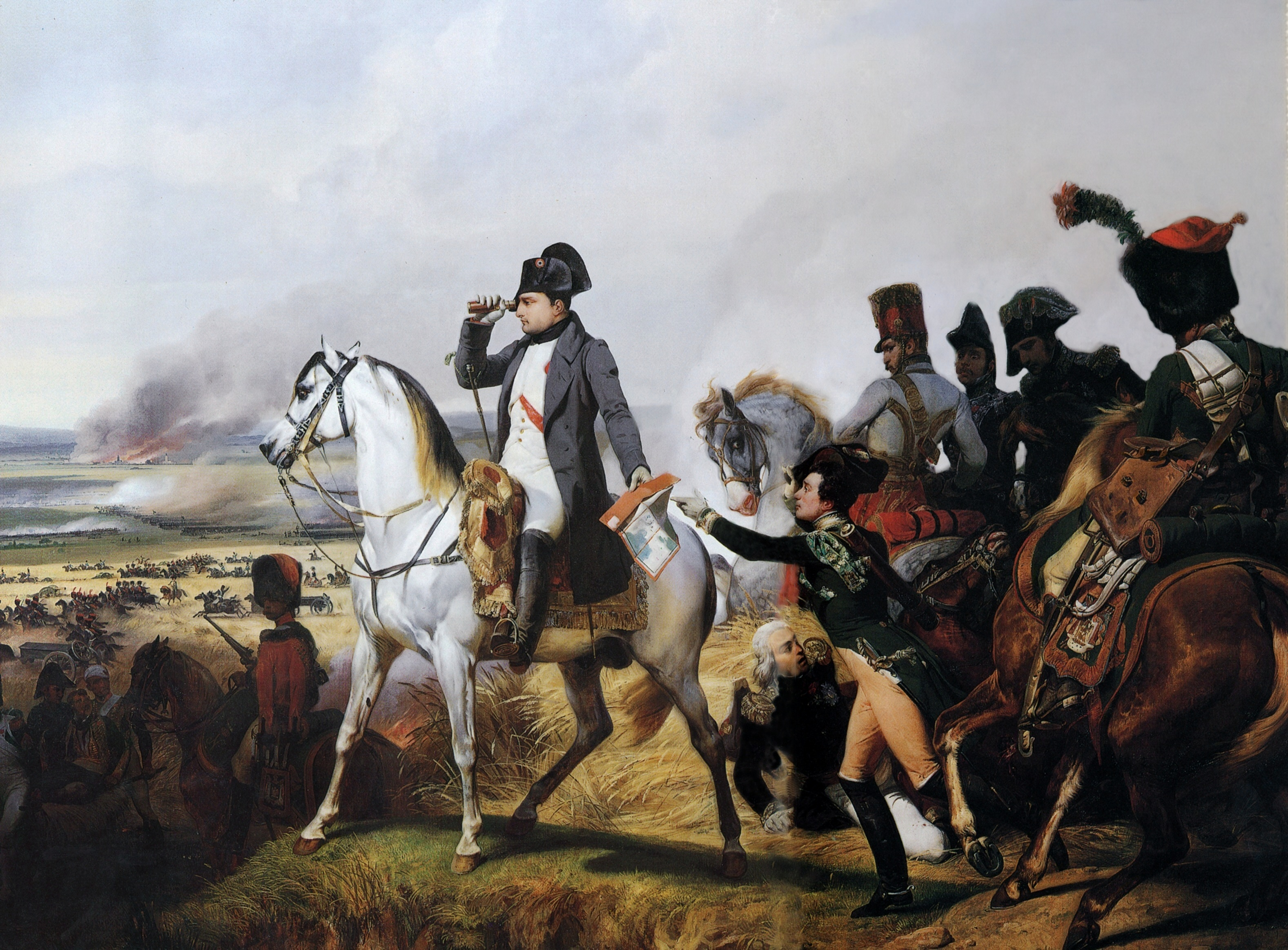
Napoléon à la bataille de Wagram, le 6 juillet 1809. Huile sur toile d'Horace Vernet, 1836, château de Versailles.

Le vice-roi réorganise ses forces, et le 8 mai, se heurte de nouveau à l'archiduc Jean sur les bords du fleuve Piave. Grenier, sur l'aile droite, occupe le village de San Nichol avec la cavalerie de Grouchy. Il a sous ses ordres deux divisions d'infanterie pour un total de 16 800 hommes. Les Français, supérieurs en nombre, attaquent les lignes autrichiennes : alors que le prince Eugène dirige les opérations au centre et à gauche, le général Grenier lance la division Abbé sur Cimadolmo et repousse la brigade Kalnássy qui se replie sur Tezze et résiste aux assauts de Grenier jusqu'à la tombée de la nuit. Entretemps, l'armée autrichienne s'est retirée, vaincue, et les Franco-Italiens se lancent à sa poursuite. Quelques jours plus tard, à Tarvisio, les divisions Durutte et Pacthod, du corps de Grenier, s'emparent du fort de Malborghetto après trente minutes de combat, infligeant 400 victimes aux défenseurs. À la suite de ce succès, Grenier engage les troupes du général Gyulai et les oblige à se replier avec l'aide des Italiens de Fontanelli.
La poursuite française reprend. Le 25 mai 1809, à Sankt Michael, Grenier intercepte la division Jelačić qu'il écrase avec le renfort de Durutte, dans une bataille où il fait la démonstration de ses talents de tacticien. Les Autrichiens perdent 6 500 hommes contre seulement 670 victimes du côté français. Les restes de la division Jelačić parviennent à rejoindre le gros des forces de l'archiduc Jean qui est rattrapé le 14 juin à la bataille de Raab. Dans un premier temps, les Autrichiens reculent sous la pression des colonnes françaises mais une contre-attaque de la brigade Gajoli sème la panique chez les fantassins de Grenier et Baraguey d'Hilliers qui repassent le ruisseau Pándzsa en désordre. L'intervention de la cavalerie de Grouchy, puis des divisions Pacthod et Lechi, décide cependant de la victoire française. Ce succès permet au prince Eugène de faire sa jonction avec la Grande Armée de Napoléon peu avant la bataille de Wagram, à laquelle Grenier participe à la tête de trois divisions d'infanterie. L'Empereur le récompense en le faisant grand-croix de la Légion d'honneur.
L'historien britannique Frederick Schneid considère que les aptitudes militaires de Grenier sont supérieures à celles des généraux Marmont et Macdonald, nommés maréchaux d'Empire en 1809. Il écrit que les chefs de corps d'Eugène « étaient parmi les meilleurs généraux de l'Empire. Des trois généraux promus maréchal de France en 1809, deux avaient participé à la campagne d'Italie. Le meilleur d'entre eux, cependant, n'était ni l'un ni l'autre, mais le général Paul Grenier ».

#### Commandement en Allemagne et en Italie, 1810-1814

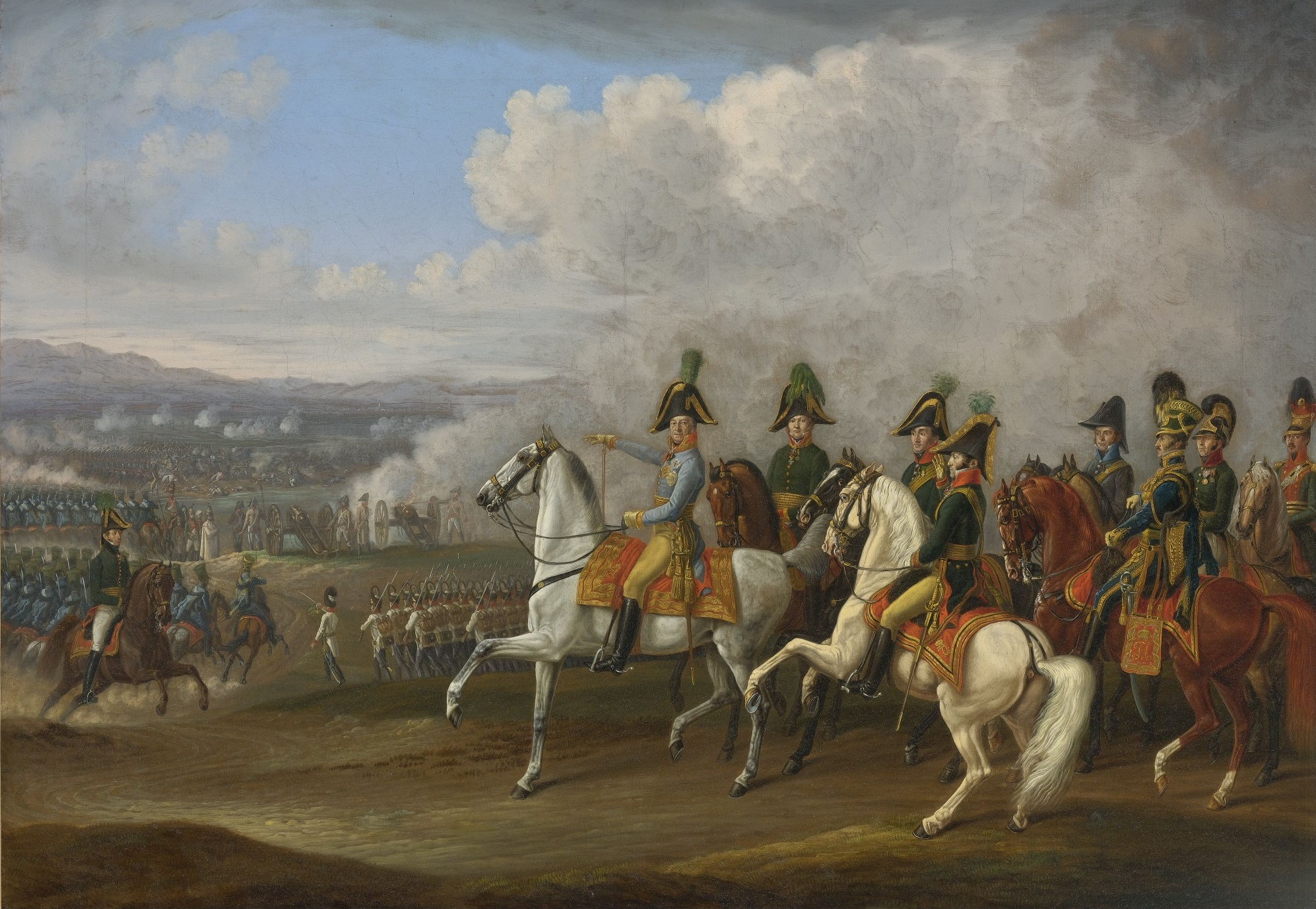
Le feld-maréchal de Bellegarde et son état-major à la bataille du Mincio, 8 février 1814. Huile sur toile d'Albrecht Adam, 1815, Nassau County Museum of Art, New York.

En 1810, il commande en chef le corps d'armée d'Italie méridionale. En 1812, il organise la 35e division d'infanterie et protège la retraite du prince Eugène dans les derniers jours de la campagne de Russie. Grenier sert ensuite sous Eugène en Allemagne et est blessé lors des combats de Möckern le 5 avril 1813. Après l'armistice de Pleiswitz, Eugène et Grenier retournent en Italie pour préparer l'armée italienne à la guerre contre l'Autriche. Schneid note que Grenier était « peut-être le meilleur commandant en Italie » à ce moment. Il est désigné pour mener le Ier corps, avec lequel il bat les forces autrichiennes de Hiller près de Villach au mois d'août. Peu après, le 6 septembre, alors que Hiller établit une tête de pont sur les bords de la rivière Drave à Feistritz, Grenier l'attaque à nouveau et lui inflige une sévère défaite.
La situation stratégique des Franco-Italiens ne s'en détériore pas moins rapidement et Eugène se retire sur la ligne de l'Adige d'octobre à novembre. Entretemps, Grenier vainc la colonne du général von Eckhardt à Bassano le 31 octobre, forçant les Autrichiens à s'enfuir par les montagnes. Le Ier corps participe également avec le reste de l'armée d'Eugène à la bataille du Mincio le 8 février 1814. Le 2 mars, Grenier remporte un dernier succès sur un contingent autrichien à Parme. Les hostilités prennent fin à la mi-avril à l'annonce de l'abdication de Napoléon, et le général Grenier est alors chargé de l'évacuation de l'Italie par les troupes françaises.

### Carrière politique

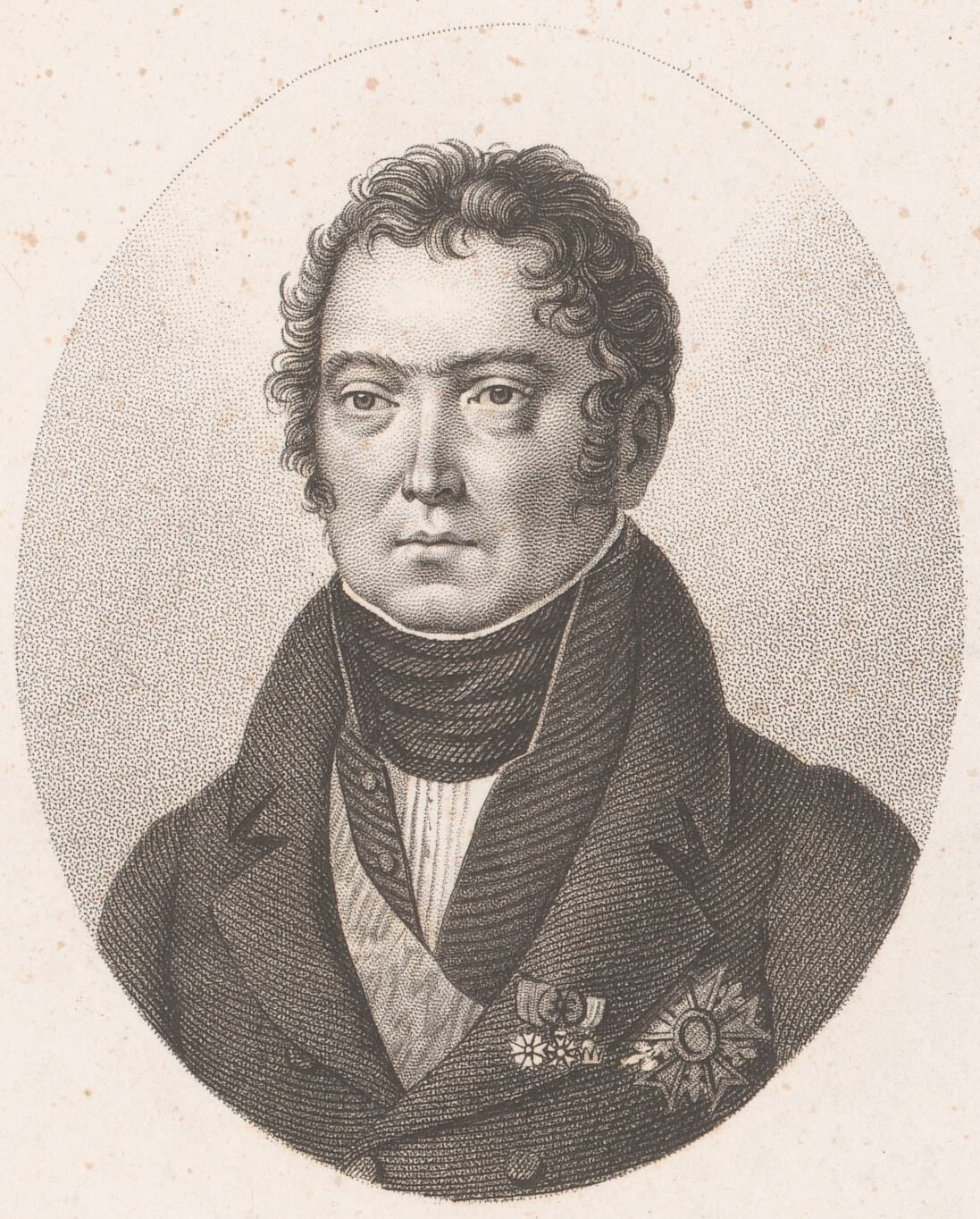
M. le général Grénier : député du département de la Moselle, élu en 1818, gravure

Pendant les Cent-Jours, le département de la Moselle l'envoie à la Chambre, avant qu'il ne soit nommé membre du gouvernement provisoire. Il quitte le service actif à la seconde Restauration et est de nouveau député en 1818. Il meurt le 18 avril 1827 dans son château de Montrambert, à Dammartin-Marpain, à l'âge de 59 ans,. Son nom est inscrit sur le côté Est de l'arc de triomphe de l'Étoile.